# Арго (УНСО)
«Арго́» («батальйон Арго», «експедиційний корпус Арго») — добровольчий корпус УНСО створений для участі у війні в Абхазії на стороні Грузії.
Добровольчий корпус «Арго» особливо відзначився у боротьбі проти абхазьких сепаратистів в боях під Сухумі. Семеро унсовців полягли смертю хоробрих. Тридцять з них нагороджені найвищою державною нагородою Республіки Грузія — орденом Вахтанга Горгасалі.

## Історія
Перші 11 українських добровольців з'явилися в Грузії в червні 1993, з них на початку липня 1993 було сформовано гірськострілецький підрозділ УНСО «Арго». Московське телебачення повідомило, що в Тбілісі «висадився полк, сформований з галицьких українців». Насправді, лише один бієць був з заходу України.
У районі Сухумського маяка 2 липня 1993 року вогнем зенітної установки унсовці затопили бойовий катер під абхазьким і андріївським прапорами, а також моторний човен, що прийшов на допомогу судну, що потонув. У цьому місці очікувалася висадка десанту, і катер вів обстріл позицій УНСО та сусідів — грузинів. 

### Бій під селом Шрома
17 липня 1993 року команда УНСО в складі батальйону морської піхоти висунулася на підступи до села Шрома в Сухумському районі Автономної Республіки Абхазія. Приблизно о 13:00 по дорозі до села висунулась колона, в яку входили, окрім наших бійців: ДШБ, комендатура міста Сухумі і підрозділ ахалцихського батальйону. Загальна кількість приблизно 300 чоловік. Дорога була місцями замінована і прострілювалась вогнем снайперів. Як згадує командир корпусу «Арго», полковник УНСО, Валерій Бобрович «Устим»: «19 липня 1993 року силами українського добровольчого підрозділу УНСО, штурмом було взято селище Шрома. Це абхазське містечко мало величезне стратегічне значення в обороні Сухумі. Окупаційний гарнізон складався з так званих російських козачків, кількістю до 600 чоловік.
З цього боку містечко ретельно не охоронялося, бо для того, щоб добратись до нього, треба було б спуститись зі скелі висотою приблизно, 200 метрів, причому на очах у ворога. Діяти довелось уногчі. Уявіть всю складність операції, в повній темряві опустити на мотузках кулемети, боєприпаси та людей, більшість з яких не мали спеціальної альпіністської підготовки.
Якщо б нас виявили, піднятись нагору живими не було жодного шансу. На щастя, все пройшло спокійно. Хлопці сиділи тихо, як миші, навіть коли один стрілець втратив рівновагу і повис на 100-метровій висоті вниз головою, то так і висів собі, вниз головою, хвилин десять, поки його не зняли. Кожен розумів, назад дороги нема, ми повинні перемогти або померти…
…За три дні боїв ми втратили двох чоловік вбитими та вісім тяжко пораненими, один з загиблих, за бажанням його батька, був похованний у Сухумі в парку „Курченко“. Після падіння Сухумі росіяни викопали труну з тілом, викинули в море, а коли її почало прибивати назад до берега, розстріляли її з гранатомета РПГ-7. За даними грузинської військової розвідки за триденний період боїв під Шромою росіяни та їх найманці втратили тільки вбитими 58 чоловік, був спалений російський танк, до речі, перший на Кавказі.»
У триденних боях у населеному пункті Шрома унсовцями, за даними грузинської розвідки, було завдано шкоди противнику у розмірі 54 особи (убитими та пораненими) та 1 танка. При цьому втрати «Арго» склали 3 вбитими та близько десятка пораненими.

## Оцінка
Доводилося багато маневрувати. Одна з легенд того часу, що перед наступом абхазів, союзники над своїми позиціями вивішували саморобні українські прапори, і це рятувало становище. Згодом Грузія високо оцінила заслуги УНСО, нагородивши багатьох волонтерів найвищим орденом держави.
На адресу Президента та Верховної Ради України надійшов лист від Джаби Іоселіані, Голови Тимчасового Надзвичайного Комітету Республіки Грузія. В посланні було дано високу оцінку діяльності УНСО:
| Ліві лапки | ...Тільки громадяни України — стрільці Української Народної Самооборони декілька місяців тому прийшли на допомогу грузинському народу, що мало велике значення для морально-політичного становища Грузії в ці важкі для неї дні. Мужність, відвага, військова майстерність стрільців УНСО викликали у всій Грузії безмежну повагу та довіру до України. Вже сьогодні можна говорити про легенду, котра безперечно сприятиме дружнім взаємовідносинам між нашими народами... | Праві лапки |

## Командування
Загоном по черзі командували сотник "Устим" (В. Бобрович), "Таран", поручик "Спис", взводний "Байда", курінні "Зелений", "Нахтібаль" та інші.

## Наслідки
Війна в Абхазії негативно вплинула на подальшу діяльність УНСО. Як пізніше розповів екс-президент України Леонід Кравчук, Б. Єльцин, вражений втратами росіян після боїв під Сухумі (Шрома) з УНСО дав зрозуміти: "Щоб цього більше не було". 11 грудня 1993 року Український Парламент приймає закон про заборону незаконних воєнізованих формувань, передусім маючи на увазі УНСО.